# Saint-Simon-de-Pellouaille
För andra betydelser, se Saint-Simon.
Saint-Simon-de-Pellouaille är en kommun i departementet Charente-Maritime i regionen Nouvelle-Aquitaine i västra Frankrike. Kommunen ligger  i kantonen Gémozac som ligger i arrondissementet Saintes. År 2022 hade Saint-Simon-de-Pellouaille 684 invånare.

## Befolkningsutveckling
Antalet invånare i kommunen Saint-Simon-de-Pellouaille
Referens:INSEE